# Excosecans

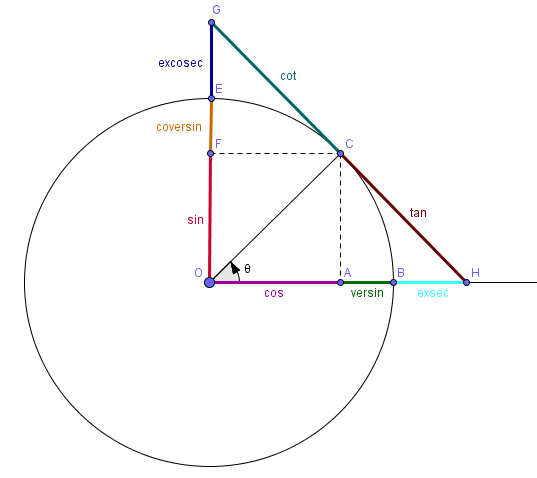
De goniometrische cirkel met de aanduiding van de excosecans (= de rechte EG). De rechte OG stelt de cosecans voor. Men kan erop zien waar het zijn naam vandaan haalt: de excosecans snijdt de cotangensrechte buiten de cirkel.

De excosecans, aangeduid met excsc of excosec, van een scherpe hoek θ in een rechthoekige driehoek is een goniometrische functie, gedefinieerd als volgt:
{\displaystyle \operatorname {excsc} (\theta )=\csc(\theta )-1}
De excosecans werd vroeger vaak gebruikt in de astronomie, navigatiekunde en binnen de wiskunde in de boldriehoeksmeting. Nu wordt hij nog zelden gebruikt, hetgeen zijn voornaamste reden heeft binnen de computertechniek. Goniometrische tabellen werden overbodig en dus ook alle functies die, zoals de excosecans, makkelijk konden worden afgeleid uit andere functies (in dit geval de cosecans).
Het verband tussen de exsecans en excosecans kan als volgt worden uitgedrukt:
{\displaystyle \operatorname {excsc} (\theta )=\operatorname {exsec} \left({\frac {\pi }{2}}-\theta \right)}
De excosecans is dus de exsecans van de complementaire hoek {\displaystyle {\frac {\pi }{2}}-\theta \,}.